# 30
Het jaar 30 is het 30e jaar in de 1e eeuw volgens de christelijke jaartelling.

## Gebeurtenissen

### Europa
- De Romeinen stichtten in Gallia Belgica de Romeinse handelsnederzetting Turnacum (huidige Doornik).

### Israël
- Dit jaar is een belangrijke kandidaat als het gaat om het jaar waarin Jezus op bevel van de Romeinse prefect Pontius Pilatus door Romeinse soldaten werd gekruisigd. Een alternatieve datering is 33.

## Geboren
- Boudicca, koningin van de Iceni (Groot-Brittannië)
- Claudia Antonia, dochter van Claudius (overleden 66)
- Marcus Ulpius Traianus, Romeins veldheer en vader van keizer Trajanus (overleden 100)
- 8 november - Marcus Cocceius Nerva, keizer van het Romeinse Keizerrijk (overleden 98)

## Overleden
- Goede Vrijdag - Jezus Christus, belangrijk joodse en religieuze persoon (waarschijnlijke datum)